# Représentations permanentes de la RFA et de la RDA

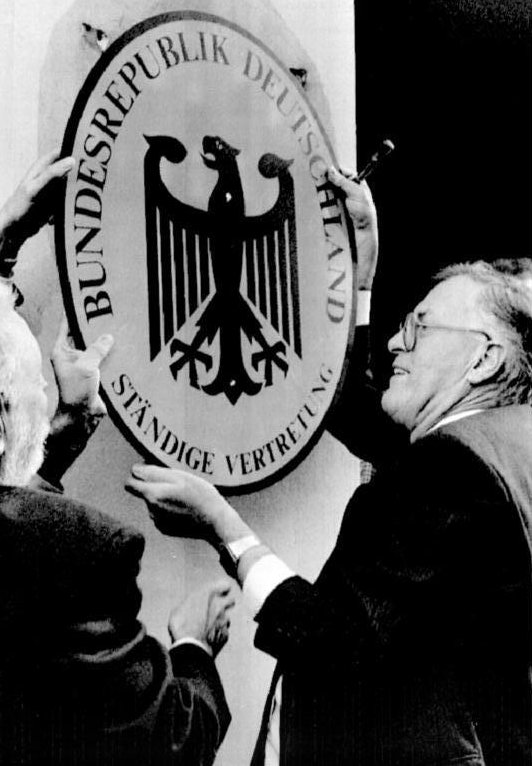
Le 2 octobre 1990, le chef de la Mission permanente de la République fédérale d'Allemagne en RDA, Franz Bertele, décroche l'enseigne de son immeuble. La représentation cesse d'exister avec la survenue de la réunification allemande.

Par le traité fondamental entre la République fédérale d'Allemagne et la République démocratique allemande du 21 décembre 1972, est décidée la création de représentations permanentes (StäV, Ständige Vertretungen) (article 8) de chaque État allemand auprès de son voisin.

## Accréditation diplomatique
Les représentants permanents étaient en pratique des ambassadeurs - la RDA les appelait d'ailleurs ainsi. Ils devaient s'accréditer auprès du chef d'État de l'autre État allemand : le représentant permanent fédéral allemand auprès du président du Conseil d'État, et le représentant permanent de la RDA auprès du président fédéral. Contrairement aux ambassadeurs conventionnels qui travaillent conformément à la Convention de Vienne depuis 1961, la réglementation croisée suivante s'applique :
- Le représentant permanent de la République fédérale auprès de la RDA est un secrétaire d'État de la Chancellerie fédérale (à l'époque à Bonn) et est affecté au ministère des Affaires étrangères (MfAA).
- Le représentant permanent de la RDA en République fédérale est un secrétaire d'État du MfAA (le ministère des Affaires étrangères de RDA) et est affecté à la Chancellerie fédérale de RFA (c'est-à-dire pas, comme d'habitude, au ministère des Affaires étrangères).

Le mot « auprès » dans le terme « Représentant permanent de la République fédérale d'Allemagne auprès de la RDA » indique que Berlin-Est, d'après son statut de quatre puissances, n'appartient pas à la RDA (pas plus que Berlin-Ouest à la République fédérale). La raison de cette différence par rapport aux opérations normales d'une ambassade tient aux points de vue contradictoires de chaque État sur le statut de l'autre. Les représentants permanents ne sont donc pas traités « selon » mais « conformément à » la Convention de Vienne.
Pour la République fédérale, la question allemande est restée ouverte jusqu'en 1990, c'est-à-dire :
- Le but de la politique allemande est la réunification allemande.
- La RDA est considérée comme un État souverain, mais pas comme un pays étranger.
- La République fédérale n'accepte une citoyenneté spéciale de la RDA que dans une mesure limitée ; la citoyenneté allemande unique est encore la norme.

Pour la RDA, en revanche, la question est close, au plus tard depuis 1974, date à laquelle la constitution de 1968 - en particulier l'article 8, qui contenait l'exigence de la réunification (« La République démocratique allemande et ses citoyens s'efforcent [...] le rapprochement progressif des deux États allemands jusqu'à leur unification sur la base de la démocratie et du socialisme ») - a été modifiée. Il y avait deux États allemands pour la RDA, chacun étant pour l'autre un pays étranger (il s'agit de la « Théorie des deux États (de) »).

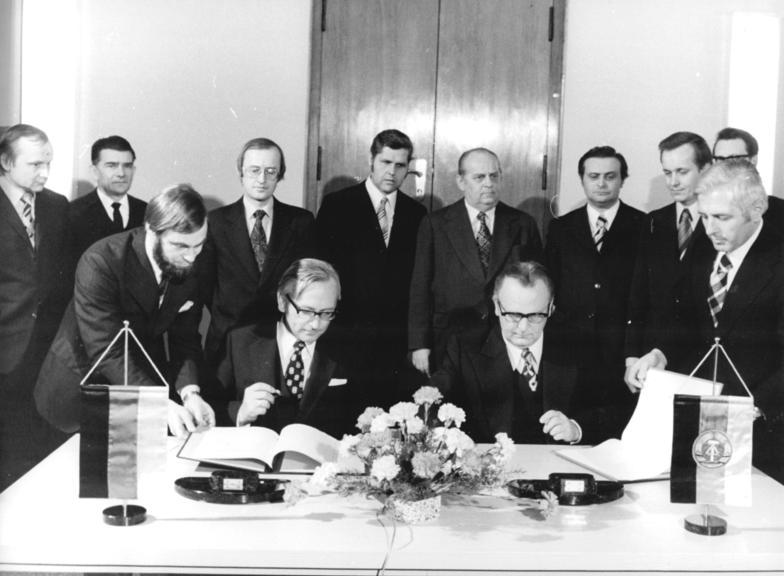
Le représentant permanent Günter Gaus signe le 19 décembre 1975 avec le chef de département du ministère des Finances de la RDA, Hans Nimmerich (à droite), un accord sur les frais de transit à la Chambre des ministères

Les deux États allemands sont des États de première ligne derrière lesquels de puissants alliés, les États-Unis et l'URSS, donnent le ton. La République fédérale et la RDA ont un intérêt vital à la détente, car toutes deux savent qu'une « guerre chaude » dans le prolongement de la guerre froide signifierait leur anéantissement sur le champ de bataille d'Europe centrale (stationnement de missiles soviétiques à moyenne portée, période de crise). De plus, on se trouve en présence d'intérêts économiques, à la fois classiques et particuliers. Les intérêts classiques sont la circulation des marchandises et la création d'emplois (en République fédérale d'Allemagne, environ un demi-million d'emplois dépendaient du commerce de la RDA). Les intérêts particuliers sont liés aux divergences d'opinions politiques et au fossé économique entre la République fédérale et la RDA.
- La République fédérale offre à la RDA une reconnaissance en tant qu'État souverain et une réputation internationale (adhésion à l'ONU, participation à la conférence sur la sécurité et la coopération en Europe ), ainsi que de l'argent (par exemple sous forme de découverts sans intérêt, appelé swing).
- La RDA offre des itinéraires de transit entre la République fédérale et Berlin-Ouest, l'expansion du système interétatique des postes et télécommunications, et de façon générale, des améliorations humanitaires pour les citoyens de la RDA (par exemple, le regroupement familial, la prise en charge des prisonniers).

## Missions

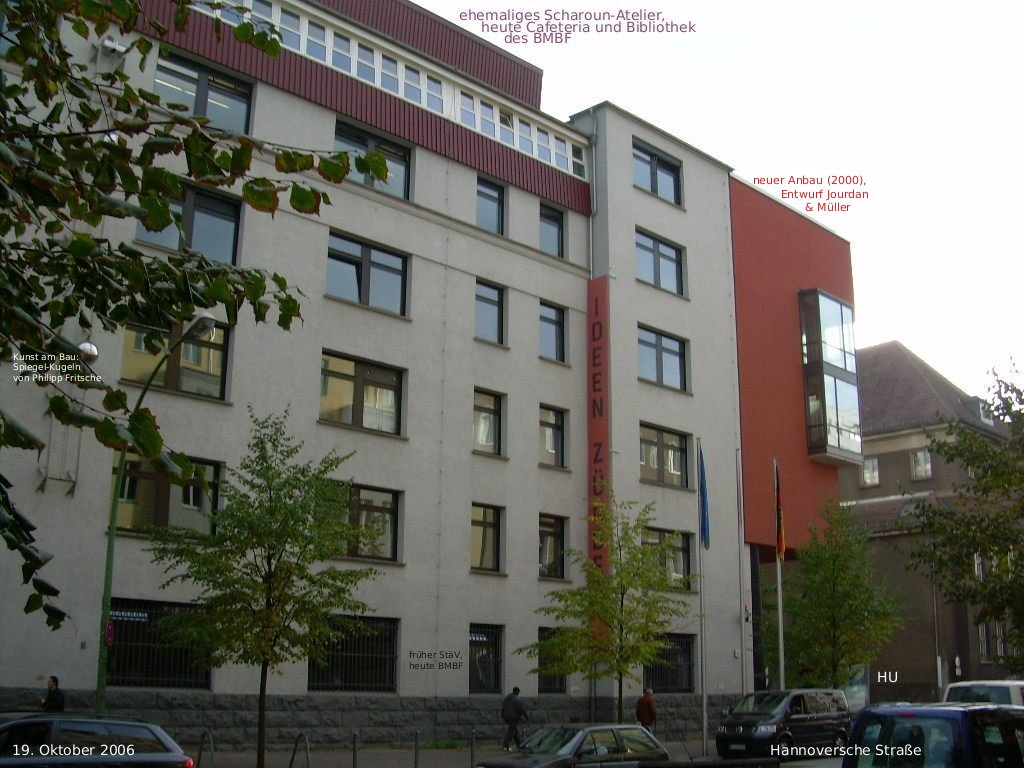
Mission permanente de la République fédérale d'Allemagne, Berlin (2006).

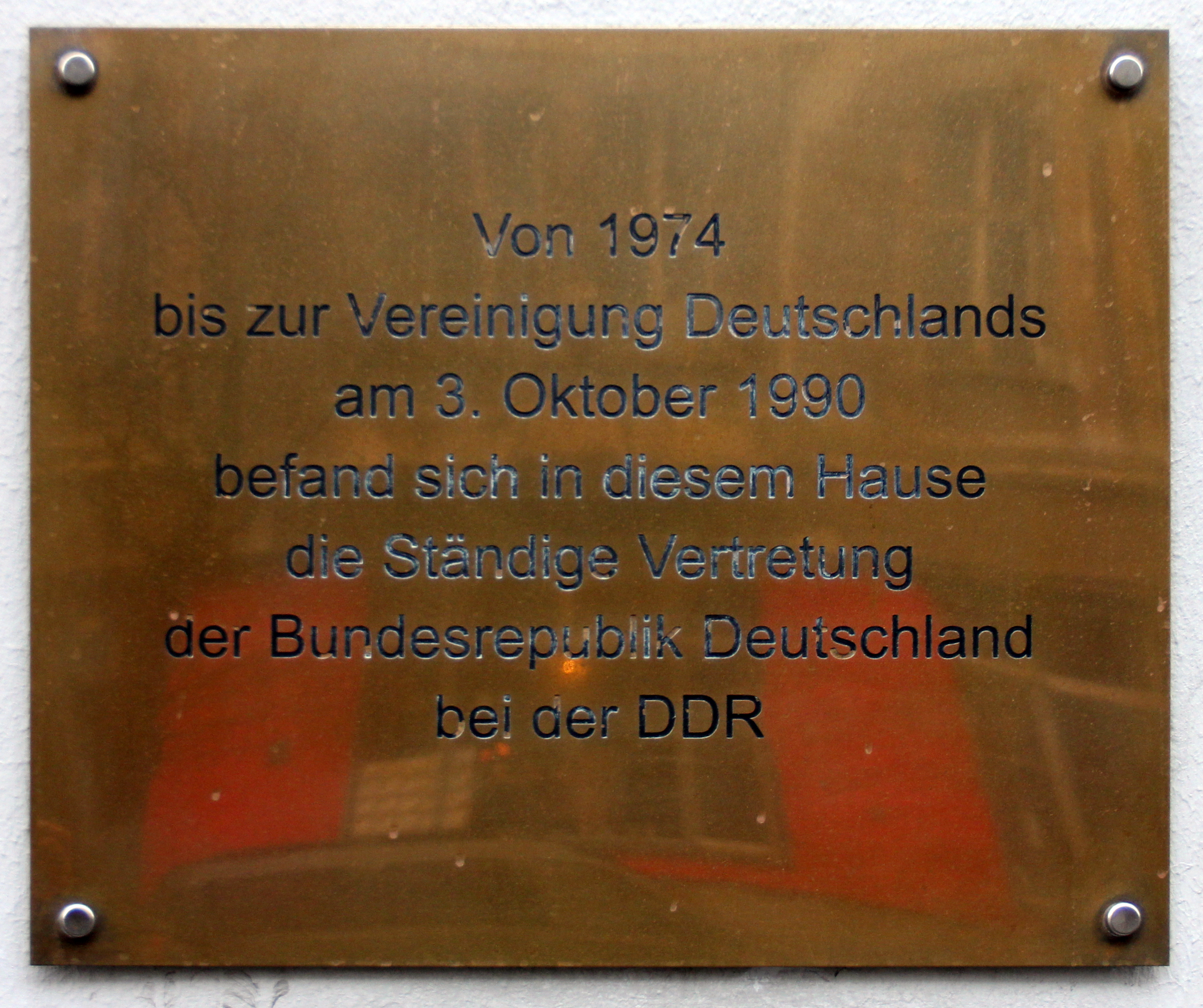
Plaque commémorative, Hannoversche Strasse 30 à Berlin-Mitte.

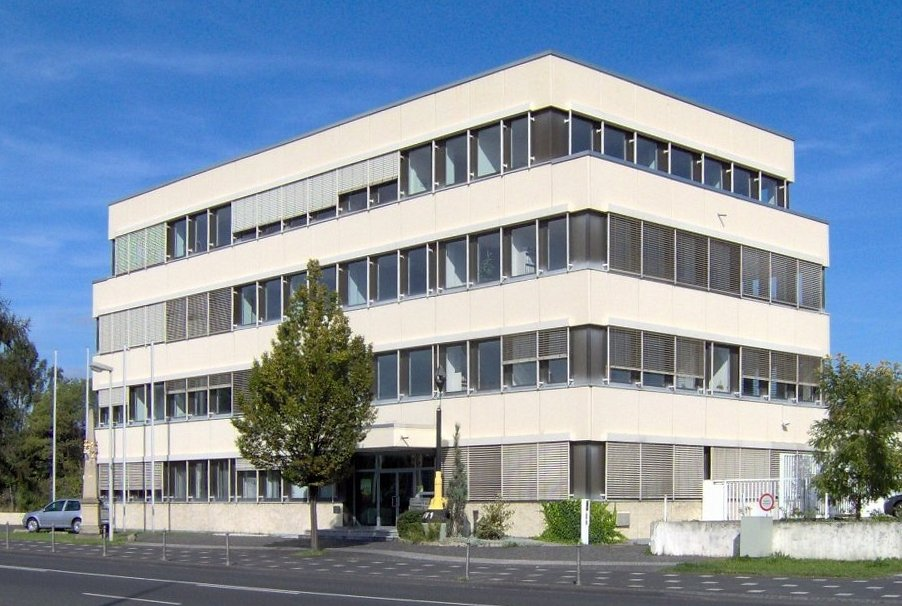
Mission permanente de la RDA, Bonn (2006).

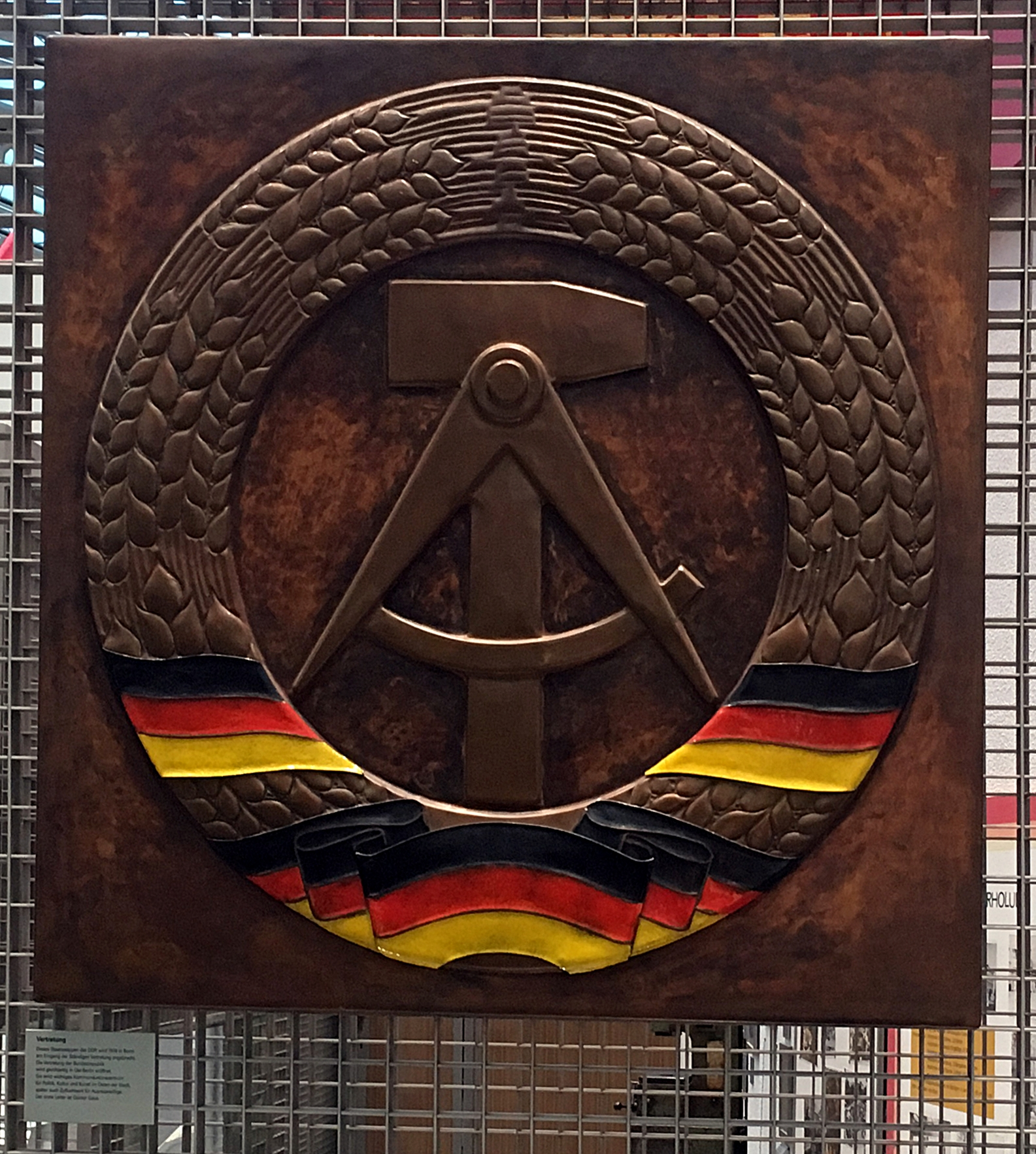
Armoiries de la RDA, anciennement partie de la façade du StäV à Bonn.

Les missions des représentants permanents sont celles des ambassadeurs, qui doivent cependant s'occuper des spécificités des relations intra-allemandes. Ils présentent ou reçoivent des propositions ou des plaintes de gouvernements et participent à des négociations, par exemple concernant :
- Les itinéraires de transport (financement de l'autoroute Berlin-Hambourg, financement des points de passage frontaliers, ouverture du canal de Teltow pour les navires occidentaux, redevances d'utilisation des routes).
- Options de voyage (détermination du groupe de personnes et de la durée du voyage, certificats d'autorisation, frais de visa, minimum de change).
- Poste et télécommunications.
- Problèmes environnementaux (exploitation des sels de potasse et pollution de l'Elbe).
- Coopération culturelle (séjours de journalistes, expositions, jumelages de villes).

Le chef du bureau (ou représentant permanent) à Berlin-Est agit en tant qu'ambassadeur de la RFA en RDA, bien que ce terme ait été délibérément évité. En retour, la RDA dispose d'une mission permanente à Bonn, dont le chef se voit attribuer le rang d'« ambassadeur » par le gouvernement de la RDA, rang à son tour ignoré par le gouvernement fédéral.
Les représentants permanents de la République fédérale ont également d'autres tâches à accomplir : Pendant l'existence de la représentation permanente, des citoyens de la RDA fuient à plusieurs reprises vers les locaux de la représentation permanente afin de quitter la RDA pour la République fédérale. La plupart du temps, ces cas ne sont pas connus du public et sont résolus en payant la RDA.
Les négociations à ce sujet (avec l'avocat Wolfgang Vogel ou le représentant spécial de Honecker Alexander Schalck-Golodkowski) sont menées en secret et sans enregistrement. La solution consiste souvent pour les réfugiés à retourner dans leur lieu de résidence et à présenter une demande de sortie du pays, que les autorités de la RDA approuvent ensuite. En 1984 et 1989, la représentation permanente à Berlin doit fermer temporairement parce que 55 et 131 citoyens de la RDA s'y sont respectivement réfugiés (ils vivaient dans le pavillon des conférences, la « maison-jardin » derrière le bâtiment de la représentation permanente).
En raison de ces incidents explosifs, toute la zone est sous surveillance constante de la police populaire et des employés du Ministère de la Sécurité d'État.

## Personnels

### République fédérale d'Allemagne
Mission permanente de la République fédérale d'Allemagne en RDA à Berlin (Hannoversche Strasse 28-30) :
- Günter Gaus (1974-1981, SPD depuis 1976, journaliste, confident de Willy Brandt, après son mandat de représentant permanent brièvement sénateur pour la science à Berlin-Ouest, puis publiciste, † 2004)
- Klaus Bölling (1981-1982, SPD, avant et après son mandat de représentant permanent, porte-parole du gouvernement Schmidt, † 2014)
- Hans-Otto Bräutigam (1982-1989, indépendant, 1974-1977 Député de Gaus, après 1989 Ambassadeur des Nations unies, 1990-1999 Ministre de la Justice et de l'Europe dans le Brandebourg)
- Franz Bertele (1989-1990, CDU, 1977-1980 député de Gaus, plus tard ambassadeur en Pologne et en Israël, † 2019)

### République démocratique allemande
Les représentants permanents de la RDA à Bonn (Godesberger Allee 18) :
- Michael Kohl (1974-1978, avec Egon Bahr architecte du Traité fondamental, plus tard vice-ministre des Affaires étrangères, † 1981)
- Ewald Moldt (1978-1988, vice-ministre des Affaires étrangères 1970-1978 et 1988 à mars 1990, † 2019)
- Horst Neubauer (1988-1990)

## Sièges

### République fédérale d'Allemagne
La représentation permanente de la République fédérale avait son siège à Berlin-Mitte, Hannoversche Strasse 28-30, précédemment occupé par l'Académie d'architecture de la RDA. Le bâtiment était la « maison blanche » pour les Berlinois de l'Est et « l'Objet 499 »  pour le Ministère de la Sécurité d'État. Les gardes-frontières fédéraux habitaient sous les toits (l'atelier Scharoun).

### République démocratique allemande
Le bureau de Bonn de la mission permanente de la RDA se trouvait à Godesberger Allee 18, du côté est de la Bundesstraße 9 dans le quartier de Bad Godesberg. Le bâtiment est érigé en 1973 ; c'est une structure en béton de quatre étages. La représentation permanente s'y installe en mai 1974. Il est sécurisé par de hautes clôtures. Le bâtiment principal, qui donne sur la rue, est complété à l'arrière par une extension de plain-pied, qui est accolée à une maison jumelée servant de bâtiment d'habitation pour les employés de la représentation permanente dans la Teutonenstrasse parallèle.
La RDA y possède également une maison d'hôtes. La résidence du chef de la représentation permanente est dans le quartier Bornheim (Rheinstrasse 232) dans une villa des années 1960 démolie en 2000 (→ Rheinstrasse 232 (Bornheim) ). Un immeuble d'appartements dans le quartier Auerberg de Bonn est loué pour les autres employés de la représentation permanente.
Le mobilier de la représentation permanente est vendu aux enchères lors d'une vente aux enchères à Cologne après sa dissolution dans le cadre de la réunification. Après une rénovation complète, le bâtiment sert ensuite de représentation pour la Saxe et le Mecklembourg-Poméranie-Occidentale de 1991 à 1999. Aujourd'hui (2015), la Société allemande de nutrition y est hébergée. Le bâtiment s'inscrit dans le « Parcours de la démocratie ».